# Sulkovci
Sulkovci su naselje u Republici Hrvatskoj u Požeško-slavonskoj županiji, u sastavu grada Pleternice.

## Zemljopis
Sulkovci su smješteni oko 5 km južno od Pleternice,  susjedna naselja su Bresnica na sjeveru, Bzenica na jugu i Frkljevci na istoku.

## Stanovništvo
Prema popisu stanovništva iz 2011. godine Sulkovci su imali 537 stanovnika.
U Sulkovcima se nalazi DVD u mjesnom domu koje je osnovano 1925.godine.
| broj stanovnika | 483   | 478   | 407   | 539   | 592   | 686   | 681   | 702   | 689   | 733   | 774   | 800   | 772   | 710   | 699   | 537   | 419   |
|                 | 1857. | 1869. | 1880. | 1890. | 1900. | 1910. | 1921. | 1931. | 1948. | 1953. | 1961. | 1971. | 1981. | 1991. | 2001. | 2011. | 2021. |